# Le Petit Monde des Borrowers
Pour les romans à l’origine des Borrowers, voir The Borrowers.
Pour plus de détails, voir Fiche technique et Distribution.
Le Petit Monde des Borrowers (The Borrowers) est un film anglo-américain réalisé par Peter Hewitt, sorti en 1997. Le film est inspiré de la série de romans Les Chapardeurs (The Borrowers) de l’écrivaine Mary Norton.

## Synopsis
Le film raconte l'histoire des Clock, une famille de Borrowers (de petits êtres humains ne dépassant pas quinze centimètres) et qui vivent dans la maison de la famille Lender. Ils vont bien malgré eux aider leur fils, Pete, à déjouer les plans de Ocious P. Potter, un notaire peu scrupuleux, bien décidé à détruire la vieille demeure.

## Fiche technique
- Titre : Le Petit Monde des Borrowers
- Titre québécois : Le Petit Monde des Emprunteurs
- Titre original : The Borrowers
- Réalisation : Peter Hewitt
- Scénario : Gavin Scott & John Kamps, d'après les romans Les Chapardeurs de Mary Norton
- Production : Tim Bevan, Liza Chasin (en), Walt deFaria, Eric Fellner, Debra Hayward, Mary Richards et Rachel Talalay
- Sociétés de production : Polygram Filmed Entertainment et Working Title Films
- Budget : 29 millions de dollars
- Musique : Harry Gregson-Williams
- Photographie : Trevor Brooker et John Fenner
- Montage : David Freeman
- Décors : Gemma Jackson
- Costumes : Marie France
- Pays d'origine : Royaume-Uni, États-Unis
- Format : Couleurs - 1,85:1 - Dolby Digital - 35 mm
- Genre : comédie, fantastique
- Durée : 89 minutes
- Dates de sortie : 
  - 5 décembre 1997 (Royaume-Uni)
  - 13 février 1998 (États-Unis et Canada)
  - 7 octobre 1998 (France)
  - 9 décembre 1998 (Suisse romande)

## Distribution
- John Goodman (VF : Claude Brosset) : Ocious P. Potter
- Jim Broadbent (VF : Patrick Préjean) : Pod Clock
- Mark Williams : Jeff l'exterminateur
- Celia Imrie : Homily Clock
- Flora Newbigin : Arrietty 'Ett' Clock
- Tom Felton (VF : Donald Reignoux) : Peagreen Clock
- Raymond Pickard : Spud Spiller
- Bradley Pierce : Pete 'Petey' Lender
- Aden Gillett : Joe Lender
- Doon Mackichan : Victoria Lender
- Hugh Laurie (VF : Philippe Dumond) : l'officier de police Steady
- Ruby Wax : le greffier
- Andrew Dunford : Dustbunny
- Bob Goody : Minty Branch
- Patrick Monckton : Swag

## Production
Le tournage s'est déroulé à Ealing, Glasgow et Theale, ainsi que dans les studios de Shepperton. La chanson Weird est interprétée par le groupe Hanson.

## Autour du film
Dans le film, on retrouve Tom Felton, Jim Broadbent et Mark Williams. Ils joueront de nouveau ensemble dans la saga Harry Potter.

## Distinctions
- Nomination aux BAFTA Awards du meilleur film britannique et des meilleurs effets spéciaux pour Peter Chiang.
- Nomination aux Young Artist Awards du meilleur film familial et du meilleur groupe dans un film pour Bradley Pierce, Hugh Laurie, Mark Williams et Flora Newbigin.